# شهرستان مدیسون (ویرجینیا)
شهرستان مدیسون، ویرجینیا (به انگلیسی: Madison County, Virginia) یک سکونتگاه مسکونی در ایالات متحده آمریکا است که در ویرجینیا واقع شده‌است.

## خصوصیات
شهرستان مدیسون ۸۳۳٫۹۸ کیلومترمربع مساحت دارد.